# La Couleur qui tue
Pour plus de détails, voir Fiche technique et Distribution.
La Couleur qui tue (Green for Danger) est un film britannique de Sidney Gilliat, sorti en 1946.

## Synopsis
Pendant les derniers mois de la Deuxième Guerre mondiale, après un bombardement, un facteur est amené dans un petit hôpital de la campagne anglaise pour soigner ses blessures, mais meurt pendant l'opération. Or, la cause de la mort ne semble pas naturelle. Peu après, l'infirmière Bates, qui avait clamé connaître le coupable, est retrouvée assassinée. Dépêché sur place, l'inspecteur Cockrill suspecte médecins et infirmières de l'établissement, d'autant que des fioles de poison ont disparu.

## Fiche technique
- Titre : La Couleur qui tue
- Titre original : Green for Danger
- Réalisation : Sidney Gilliat
- Assistants réalisateurs : 1) Percy Hermes / 2) Christopher Noble
- Scénario : Sidney Gilliat, Claude Guerney, d'après le roman policier Green for Danger de Christianna Brand, Editions The Bodley Head, Londres, 1945
- Photographie : Wilkie Cooper
- Cadreur : Oswald Morris
- Montage : Thelma Connell
- Musique : William Alwyn, interprété par l'Orchestre symphonique de Londres dirigée par Muir Mathieson
- Décors : Peter Proud
- Son: John Dennis
- Producteurs : Sidney Gilliat, Frank Launder
- Production : Individual Pictures
- Distribution : General Film Distributors (Grande-Bretagne), Victory Films (France)
- Pays d'origine : Royaume-Uni
- Genre : Comédie policière
- Format : Noir et blanc - 1,37:1 - Son mono - 35 mm
- Durée : 91 minutes
- Date de sortie : 5 décembre 1946

## Distribution
- Alastair Sim (VF : Pierre Fresnay) : l'inspecteur Cockrill, de Scotland Yard
- Sally Gray : l'infirmière Frederica 'Freddi' Linley
- Trevor Howard : Dr. Barney Barnes, un anesthésiste
- Rosamund John : l'infirmière Esther Sanson
- Leo Genn (VF : François Chaumette) : Mr. Eden, un chirurgien séducteur
- Judy Campbell : l'infirmière major Marion Bates
- Megs Jenkins : l'infirmière Woods
- Moore Marriott : Joseph "Joe" Higgins, le facteur
- Henry Edwards : Mr. Purdy, un chirurgien
- Ronald Adam : Dr. White, le directeur de l'hôpital
- George Woodbridge : le sergent de police Hendricks
- Wendy Thompson : l'infirmière Carter
- John Rae : le portier
- Frank Ling : le sauveteur
- Elizabeth Sydney (non créditée)
- Ronald Ward (non crédité)

## À noter
- Le film ne manque pas d'un décapant humour britannique conjugué à un climat étrange sur fond de Deuxième Guerre mondiale et trouve en Alastair Sim l'interprète idéal de l'inspecteur Cockrill, le héros caustique inventé par la romancière Christianna Brand.